# 瀛奎律髄
『瀛奎律髄』（えいけいりつずい）は中国元初の時代に方回（ほうかい）に編纂された中国の律詩の選集である。

## 概要
全49類に分かれている。全49巻。唐、宋の近代詩を題材によって分類し、批評、解説を加えたもの。
唐宋二代のすぐれた律詩を選び、評を加えた。書名の「瀛」は「十八学士、瀛州に登る」（唐の太宗が房玄齢・杜如晦など18人を文学館に集め、学士として重んじた故事）から、「奎」は「五星奎に集まる」（宋の太祖の時、五星が奎宿に集まり、以後太平の世になったという故事）から取り、「律髄」は、律詩の精髄の意。3014首（重出が22首あり、実際は2992首）、385家の詩を収める。登覧類・朝省類・懐古類・風土類など題材によって49類に分け、類ごとに時代順に配列して1巻としている。当時衰えつつあった江西詩派を再びもりかえし、その創作主張や詩風を発揚しようという意図をもつ。したがって律詩の選集であるとともに、元代の詩話としても価値が高い。清の紀昀に『瀛奎律髄刊誤』49巻がある。